# Шоу Лоу (Аризона)
Шоу Лоу (енгл. Show Low) град је у америчкој савезној држави Аризона. По попису становништва из 2010. у њему је живело 10.660 становника.

## Демографија
Према попису становништва из 2010. у граду је живело 10.660 становника, што је 2.965 (38,5%) становника више него 2000. године.
| Група             | 2000.         | 2010.         |
| Белци             | 6.441 (83,7%) | 8.586 (80,5%) |
| Афроамериканци    | 21 (0,3%)     | 47 (0,4%)     |
| Азијати           | 50 (0,6%)     | 84 (0,8%)     |
| Хиспаноамериканци | 795 (10,3%)   | 1.360 (12,8%) |
| Укупно            | 7.695         | 10.660        |